# Калиновка (Вологодская область)
Калиновка (Погорелка) — деревня в Белозерском районе Вологодской области.
Входит в состав Енинского сельского поселения, с точки зрения административно-территориального деления — в Енинский сельсовет.

## География
Расстояние по автодороге до районного центра Белозерска составляет 52 км, до центра муниципального образования посёлка Лаврово — 9 км.

## Население
| 2002 | 2010 |
| ---- | ---- |
| 4    | ↘0   |